# Marvin Jones (Footballspieler, 1990)
Marvin Lewis Jones Jr. (* 12. März 1990 in Los Angeles, Kalifornien) ist ein US-amerikanischer American-Football-Spieler auf der Position des Wide Receivers in der National Football League (NFL). Er spielte am College für die University of California, Berkeley und wurde im NFL Draft 2012 in der 5. Runde an 166. Stelle insgesamt von den Cincinnati Bengals ausgewählt. Bis 2015 war er für die Bengals aktiv, anschließend lief Jones von 2016 bis 2020 für die Detroit Lions auf. Nach zwei Jahren bei den Jacksonville Jaguars spielte Jones 2023 erneut für die Detroit Lions.

## Frühe Jahre
Jones wuchs in Fontana in Kalifornien auf. Er besuchte die Etiwanda High School in Rancho Cucamonga und spielte dort ebenfalls als Wide Receiver.

## College
Von 2008 bis 2011 besuchte Jones die University of California, Berkeley und spielte dort für die California Golden Bears in der Pacific-12 Conference.

### Receiving-Statistik
| Jahr   | Team   | Spiele | Rec | Yards | Avg  | TD |
| ------ | ------ | ------ | --- | ----- | ---- | -- |
| 2008   | CAL    | 5      | 1   | 8     | 8,0  | 0  |
| 2009   | CAL    | 13     | 43  | 651   | 15,1 | 6  |
| 2010   | CAL    | 12     | 50  | 765   | 15,3 | 4  |
| 2011   | CAL    | 13     | 62  | 846   | 13,6 | 3  |
| Gesamt | Gesamt | 43     | 156 | 2.270 | 14,6 | 13 |

## NFL
Jones wurde im NFL Draft 2012 in der 5. Runde an 166. Stelle insgesamt von den Cincinnati Bengals ausgewählt.

### Cincinnati Bengals

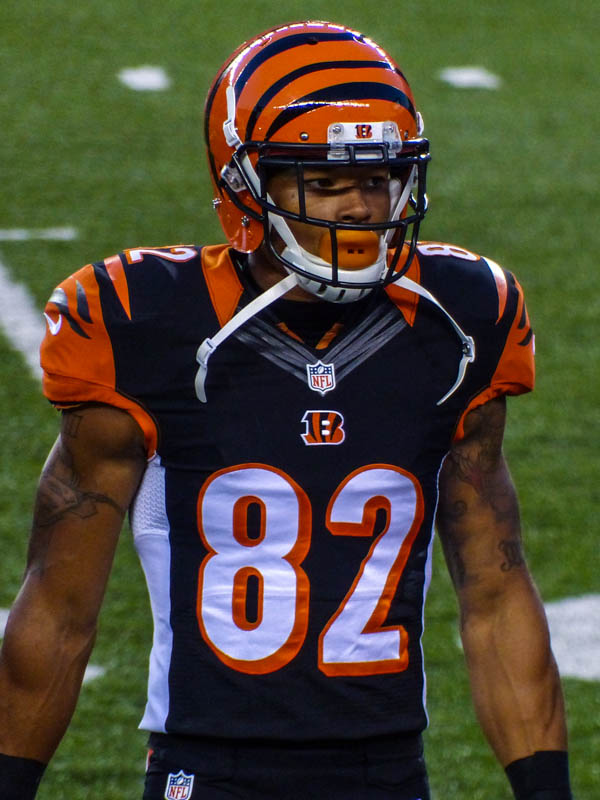
Jones bei den Bengals (2012)

Spielte Jones in seiner Rookie-Saison 2012 noch eher sporadisch, wurde er in seiner zweiten Saison 2013 in jedem Spiel eingesetzt und kam insgesamt immerhin auf 712 gefangene Yards und 10 gefangene Touchdowns.
Vor der Saison 2014 verletzte sich Jones am rechten Knöchel, verbrachte die komplette Spielzeit auf der Injured Reserve List und konnte kein einziges Spiel bestreiten.
Nach der Saison 2015 wurde er von den Bengals in die Free Agency entlassen.

### Detroit Lions
Am 9. März 2016 unterschrieb Jones einen Fünfjahresvertrag bei den Detroit Lions mit einem Gehalt von 40 Mio. US-Dollar. Die Verpflichtung wurde von den Lions einen Tag nach dem verkündeten Karriereende ihres Star-Wide-Receivers Calvin Johnson öffentlich gemacht.
In der Saison 2016 verpasste er nur ein Spiel aufgrund von Oberschenkelproblemen und war in allen anderen Partien Startspieler.

### Jacksonville Jaguars
Im März 2021 unterschrieb Jones einen Zweijahresvertrag über 14,5 Millionen Dollar bei den Jacksonville Jaguars. In zwei Jahren für Jacksonville bestritt er 33 Spiele, davon 26 als Starter, und fing 119 Pässe für 1361 Yards und sieben Touchdowns.

### Rückkehr zu den Detroit Lions
Am 5. April 2023 nahmen die Lions Jones erneut unter Vertrag. Am 24. Oktober 2023 gab Jones bekannt, sich aus persönlichen Gründen zurückzuziehen, daher wurde er von den Lions entlassen. Zuvor hatte er in sechs Spielen fünf Pässe für 35 Yards gefangen.

### Karrierestatistik
| Saison          | Team                 | Spiele | Spiele | Receiving | Receiving | Receiving | Receiving | Receiving | Rushing | Rushing | Rushing | Rushing | Rushing | Fumbles | Fumbles |
| Saison          | Team                 | GP     | GS     | Rec       | Yds       | Avg       | Lng       | TD        | Att     | Yds     | Avg     | Lng     | TD      | FUM     | Lost    |
| --------------- | -------------------- | ------ | ------ | --------- | --------- | --------- | --------- | --------- | ------- | ------- | ------- | ------- | ------- | ------- | ------- |
| 2012            | Cincinnati Bengals   | 11     | 5      | 18        | 201       | 11,2      | 23        | 1         | 3       | 47      | 15,7    | 37      | 0       | 0       | 0       |
| 2013            | Cincinnati Bengals   | 16     | 3      | 51        | 712       | 14,0      | 45        | 10        | 8       | 65      | 8,1     | 34      | 0       | 0       | 0       |
| 2014            | Cincinnati Bengals   | 0      | 0      | -         | -         | -         | -         | -         | -       | -       | -       | -       | -       | -       | -       |
| 2015            | Cincinnati Bengals   | 16     | 13     | 65        | 816       | 12,6      | 47        | 4         | 5       | 33      | 6,6     | 30      | 0       | 0       | 0       |
| 2016            | Detroit Lions        | 15     | 15     | 55        | 930       | 16,9      | 73T       | 4         | 1       | 3       | 3,0     | 3       | 0       | 0       | 0       |
| 2017            | Detroit Lions        | 16     | 16     | 61        | 1.101     | 18,0      | 58        | 9         | -       | -       | -       | -       | -       | 0       | 0       |
| 2018            | Detroit Lions        | 9      | 9      | 35        | 508       | 14,5      | 39T       | 5         | -       | -       | -       | -       | -       | 0       | 0       |
| 2019            | Detroit Lions        | 13     | 11     | 62        | 779       | 12,6      | 47        | 9         | 2       | 0       | 0,0     | 4       | 0       | 0       | 0       |
| 2020            | Detroit Lions        | 16     | 16     | 76        | 978       | 12,9      | 43        | 9         | -       | -       | -       | -       | -       | 0       | 0       |
| 2021            | Jacksonville Jaguars | 17     | 16     | 73        | 832       | 11,4      | 33        | 4         | -       | -       | -       | -       | -       | 0       | 0       |
| 2022            | Jacksonville Jaguars | 16     | 10     | 46        | 529       | 11,5      | 37        | 3         | -       | -       | -       | -       | -       | 0       | 0       |
| 2023            | Detroit Lions        | 6      | 4      | 5         | 35        | 7,0       | 16        | 0         | -       | -       | -       | -       | -       | 1       | 1       |
|                 | Gesamt               | 151    | 118    | 547       | 7421      | 13,6      | 73        | 58        | 19      | 148     | 7,8     | 37      | 0       | 1       | 1       |
| Quelle: NFL.com |                      |        |        |           |           |           |           |           |         |         |         |         |         |         |         |

## Persönliches
Marvin Jones ist Vater zweier Söhne und schaffte 2011 an seiner Universität den Bachelor-Abschluss im Studiengang African American studies. Der Vater von Marvin Jones, Marvin Jones Sr., war Professional Wrestler an der California State University, Bakersfield.